# Karaduban
Karaduban - Карадуван (rus) - és un poble de la República del Tatarstan, a Rússia. El 2010 tenia 571 habitants.